# Charleville (Austrália)
Charleville (pronúncia inglesa:  /ˈtʃɑːrlɛvɪl/) é uma cidade no Condado de Murveh, no estado de Queensland, na Austrália. Conforme o censo australiano de 2006, Charleville tinha uma população de 3335 pessoas.

## Geografia
Situada no sudoeste de Queensland, Charleville fica a 683 quilômetros (420 mi) a oeste de Brisbane (a capital de Queensland). É a maior cidade e o centro administrativo do Condado de Murweh, que cobre uma área de 43905 quilômetros quadrados. Charleville está às margens do Rio Warrego e é o ponto final da Rodovia Warrego.

## História

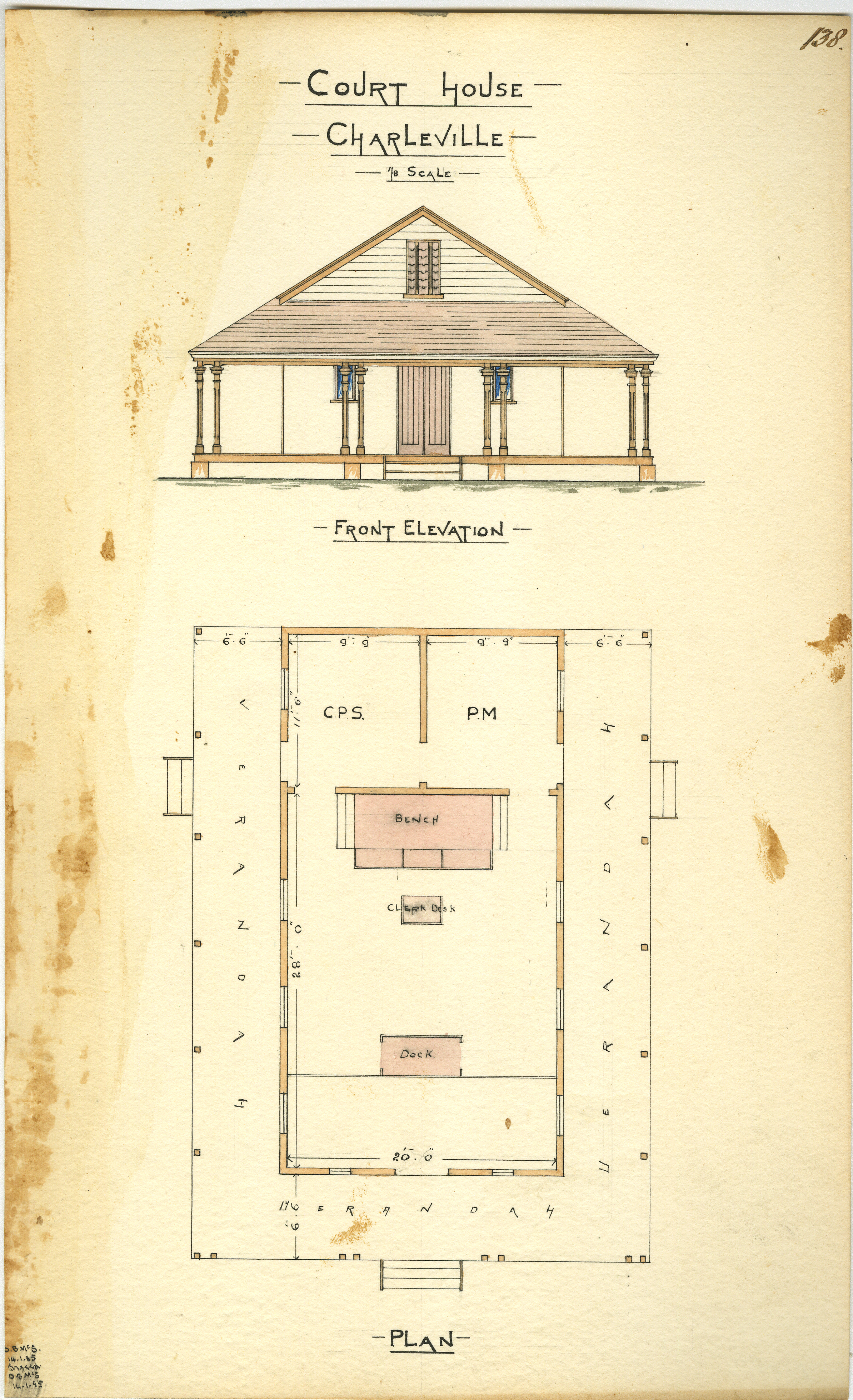
Desenho arquitetônico do Tribunal, 1885

O primeiro europeu a explorar a área, que estava em terras tribais dos Kunka, foi Edmund Kennedy, em 1847. Um hotel foi construído em 1865, e a cidade começou a crescer para atender às necessidades da região. Situava-se perto da Travessia de Gowrie de Travessia, um poço permanente, agora na periferia da cidade moderna. A estação de Gowrie tinha sido estabelecido ao longo de uma rota de travessia usada no transporte de animais, para o pastoreio de ovelhas e gado. A cidade foi oficializada em 11 de janeiro de 1865. Charleville foi planejada com muito ruas muito largas para carros de boi de até 14 pares virarem nos percursos. Foi William Alcock Tully, que foi Comissário de Terras da Coroa no distrito de Warregoo de 1863 a 1864, que ordenou a construção das ruas da cidade. Um Irlandês, Tully, provavelmente deu o nome à cidade em homenagem a Charleville, Condado de Cork, na Irlanda.
A agência de correios de Charleville abriu em 1 de agosto de 1865.
Em setembro de 1875, o Governo de Queensland abriu a apresentação de propostas para construir uma sede para o poder judiciário em Charleville. A fundação de pedra foi lançada em 23 de novembro de 1875. em janeiro de 1876, o tribunal estava quase concluído.

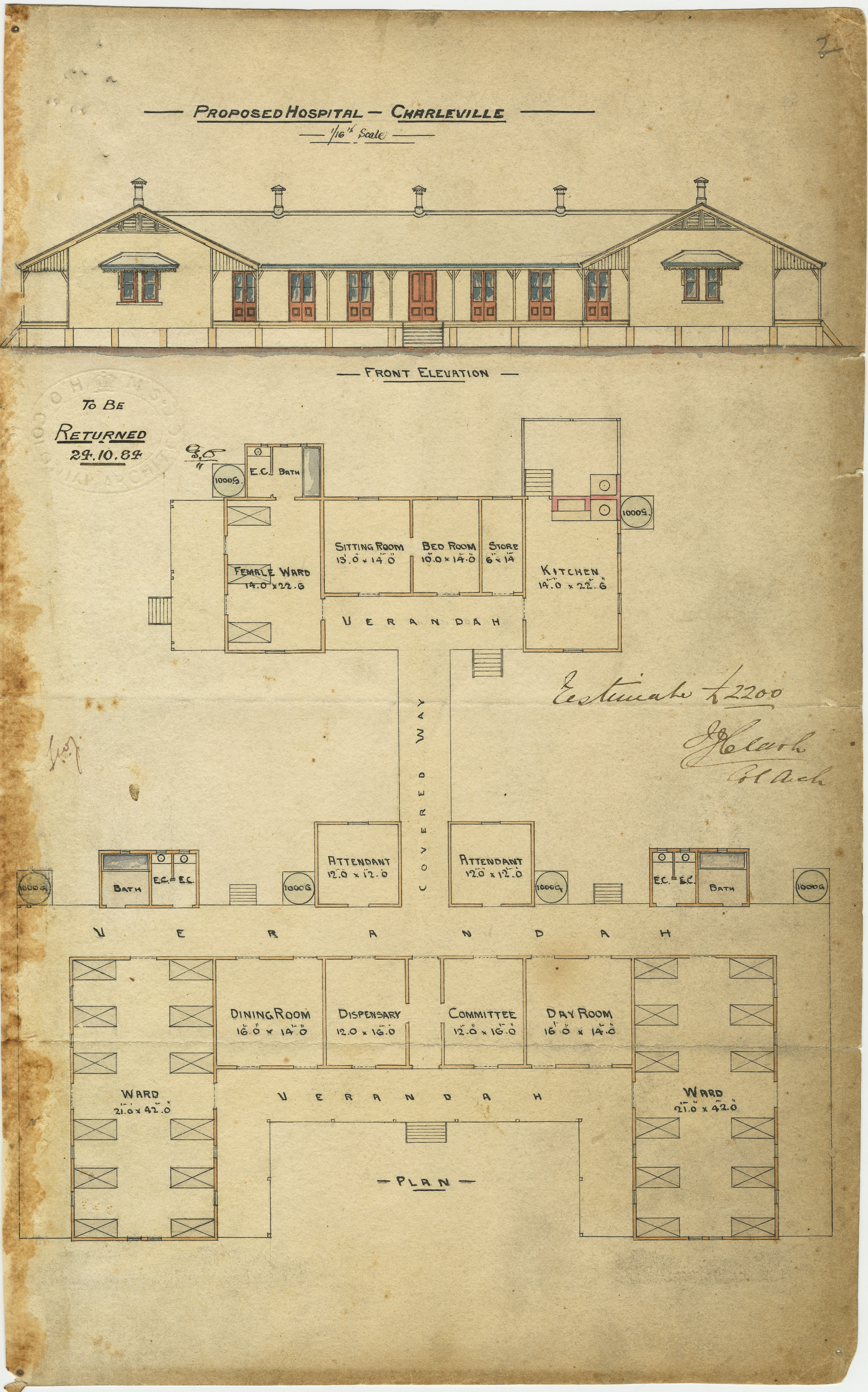
Desenho arquitetônico do Hospital de Charleville, 1884

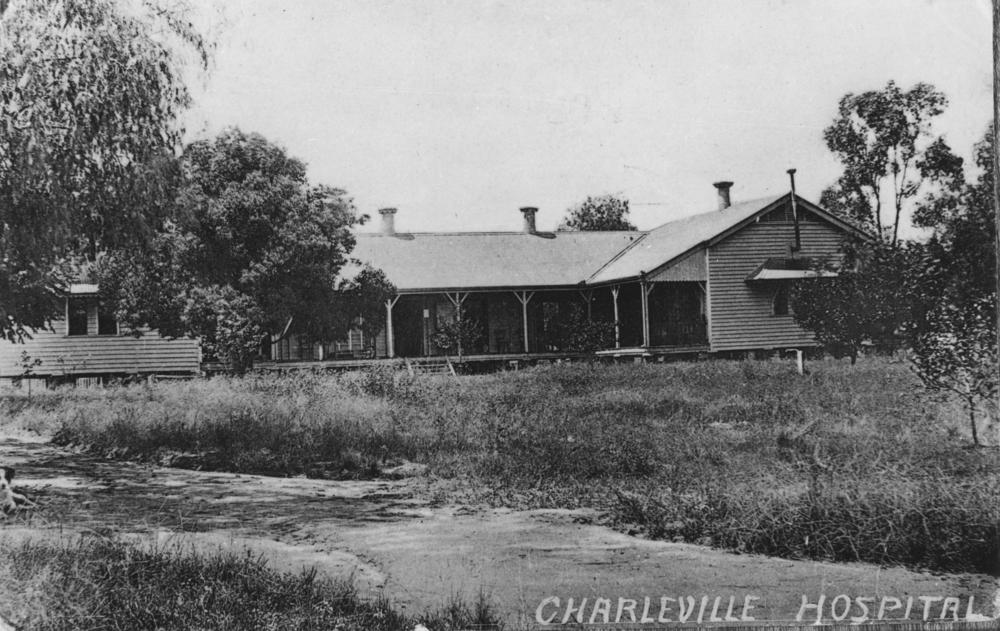
Primeiro Hospital de Charleville, por volta de 1911

Em dezembro de 1884, o Governo de Queensland abriu a apresentação de propostas para a construção de um hospital em Charleville. Em março de 1885, o contrato foi adjudicado à Richards and King por £ 2265 10s. Em novembro de 1885, um baile em prol do hospital foi realizado no novo prédio, sugerindo que ele havia concluído e inaugurado por volta dessa época.
Cobb $ Co., a lendária empresa de diligências da Austrália, estabeleceu um negócio na cidade em 1886; no entanto, a ferrovia chegou em 1888, levando à longa decadência do transporte por diligências na região. Charleville veio a ser aestação terminal para a linha ferroviária Ocidental por mais de uma década.

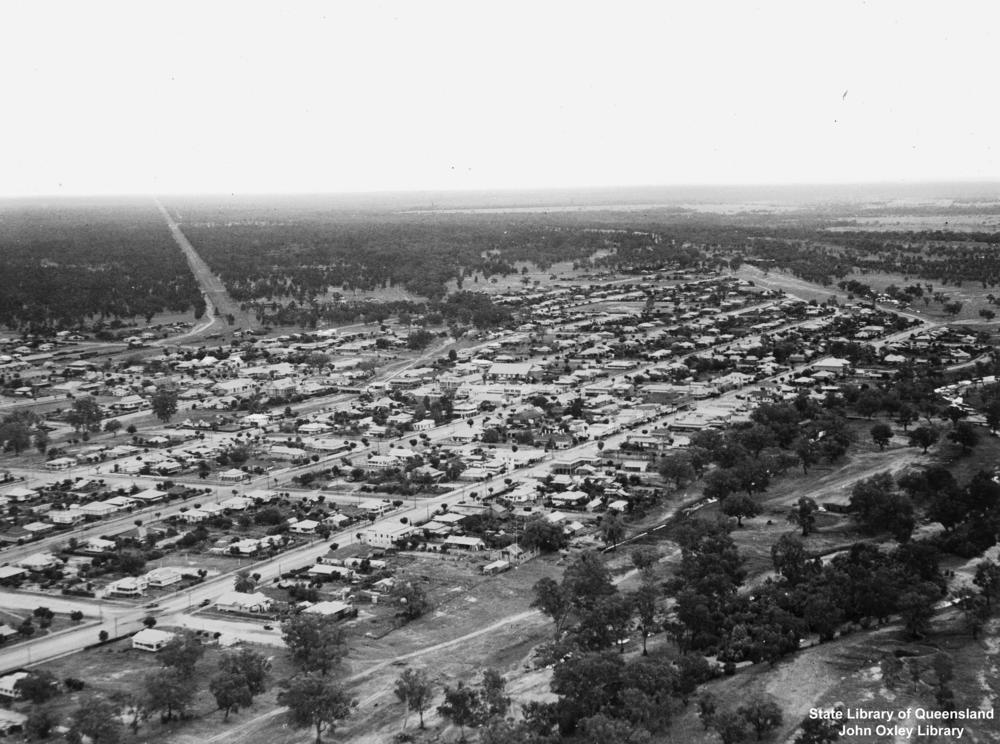
Vista aérea de Charleville em 1947

A proximidade com o Rio Warrego tem sido problemática. Em abril de 1990, grandes inundações atingiram o oeste de Queensland, com Charleville sendo gravemente afetada. As enchentes atingiram o nível de 8,54 metros, mais de 1.000 casas foram inundadas, e quase 3.000 pessoas foram evacuadas. Mais recentemente, a região sofreu novamente com o problema em 1997, 2008 e em março de 2010. Inundações também ocorreram em fevereiro de 2012.
No censo demográfico australiano de 2006, o charleville tinha uma população de 3278 pessoas.

## Clima
Charleville possui um clima subtropical úmido (Cfa), beirando o semi-árido (BSk), com temperaturas máximas variando de 35 °C (95 °F) no verão  a 20 °C (68 °F) no inverno. Os verões são quentes e abafados, embora eles possam também ser secos, dependendo da direção predominante do vento. Os invernos são suaves a frios, com bastante amplitude térmica, com dias de geada ocasionais. A precipitação é leve e distribuída ao longo de todo o ano, com pico no verão. Grandes inundações são são normalmente causadas pela monções e efeitos restantes dos ciclones tropicais, que despejam grandes quantidades de chuva sobre a área; no entanto, a chuva normalmente cai em forma de trovoadas e chuvas depois de dias quentes de verão. Os extremos vão de 46,4 °C (115,5 °F) a −5,2 °C (23 °F). A maior precipitação total registrada para um mês foi  de 316,0 milímetros (12,44 pol) , em março de 2010.
| Dados climáticos para Charleville (1942–2013) | Dados climáticos para Charleville (1942–2013) | Dados climáticos para Charleville (1942–2013) | Dados climáticos para Charleville (1942–2013) | Dados climáticos para Charleville (1942–2013) | Dados climáticos para Charleville (1942–2013) | Dados climáticos para Charleville (1942–2013) | Dados climáticos para Charleville (1942–2013) | Dados climáticos para Charleville (1942–2013) | Dados climáticos para Charleville (1942–2013) | Dados climáticos para Charleville (1942–2013) | Dados climáticos para Charleville (1942–2013) | Dados climáticos para Charleville (1942–2013) | Dados climáticos para Charleville (1942–2013) |
| Mês                                           | Jan                                           | Fev                                           | Mar                                           | Abr                                           | Mayi                                          | Jun                                           | Jul                                           | Ago                                           | Set                                           | Out                                           | Nov                                           | Dez                                           | ANO                                           |
| --------------------------------------------- | --------------------------------------------- | --------------------------------------------- | --------------------------------------------- | --------------------------------------------- | --------------------------------------------- | --------------------------------------------- | --------------------------------------------- | --------------------------------------------- | --------------------------------------------- | --------------------------------------------- | --------------------------------------------- | --------------------------------------------- | --------------------------------------------- |
| Máxima absoluta °C (°F)                       | 46.4 (115.5)                                  | 43.4 (110.1)                                  | 40.7 (105.3)                                  | 36.9 (98.4)                                   | 32.4 (90.3)                                   | 30.7 (87.3)                                   | 30.1 (86.2)                                   | 35.8 (96.4)                                   | 38.5 (101.3)                                  | 41.8 (107.2)                                  | 43.3 (109.9)                                  | 44.1 (111.4)                                  | 46.4 (115.5)                                  |
| Máxima média °C (°F)                          | 34.9 (94.8)                                   | 33.8 (92.8)                                   | 32.0 (89.6)                                   | 28.1 (82.6)                                   | 23.2 (73.8)                                   | 19.8 (67.6)                                   | 19.5 (67.1)                                   | 21.9 (71.4)                                   | 26.0 (78.8)                                   | 29.7 (85.5)                                   | 32.7 (90.9)                                   | 34.6 (94.3)                                   | 28.0 (82.4)                                   |
| Mínima média °C (°F)                          | 21.7 (71.1)                                   | 21.3 (70.3)                                   | 18.7 (65.7)                                   | 13.8 (56.8)                                   | 8.9 (48)                                      | 5.5 (41.9)                                    | 4.2 (39.6)                                    | 5.9 (42.6)                                    | 9.9 (49.8)                                    | 14.4 (57.9)                                   | 17.9 (64.2)                                   | 20.3 (68.5)                                   | 13.9 (57)                                     |
| Mínima absoluta °C (°F)                       | 11.1 (52)                                     | 9.4 (48.9)                                    | 6.2 (43.2)                                    | 0.8 (33.4)                                    | −3.6 (25.5)                                   | −4.4 (24.1)                                   | −5.2 (22.6)                                   | −4.0 (24.8)                                   | −0.4 (31.3)                                   | 0.9 (33.6)                                    | 6.0 (42.8)                                    | 6.7 (44.1)                                    | −5.2 (22.6)                                   |
| Precipitação média em mm (polegadas)          | 74.4 (2.929)                                  | 69.7 (2.744)                                  | 60.0 (2.362)                                  | 30.9 (1.217)                                  | 31.5 (1.24)                                   | 24.6 (0.969)                                  | 25.0 (0.984)                                  | 19.5 (0.768)                                  | 23.8 (0.937)                                  | 36.7 (1.445)                                  | 45.1 (1.776)                                  | 56.2 (2.213)                                  | 497.4 (19.584)                                |
| Dias chuvosos na média (≥ 0.2mm)              | 7.7                                           | 6.4                                           | 5.3                                           | 3.7                                           | 3.9                                           | 3.9                                           | 4.0                                           | 3.4                                           | 3.6                                           | 5.6                                           | 6.1                                           | 7.4                                           | 61                                            |
| Fonte: Bureau of Meteorology                  |                                               |                                               |                                               |                                               |                                               |                                               |                                               |                                               |                                               |                                               |                                               |                                               |                                               |

## Atrações
Charleville tem várias atrações turísticas, incluindo um museu do Royal Flying Doctor Service da Austrália, um museu histórico, um santuário de vida selvagem (incluindo uma reserva com os animais conhecidos como bilbys), e o Cosmos Centre.

## Transportes

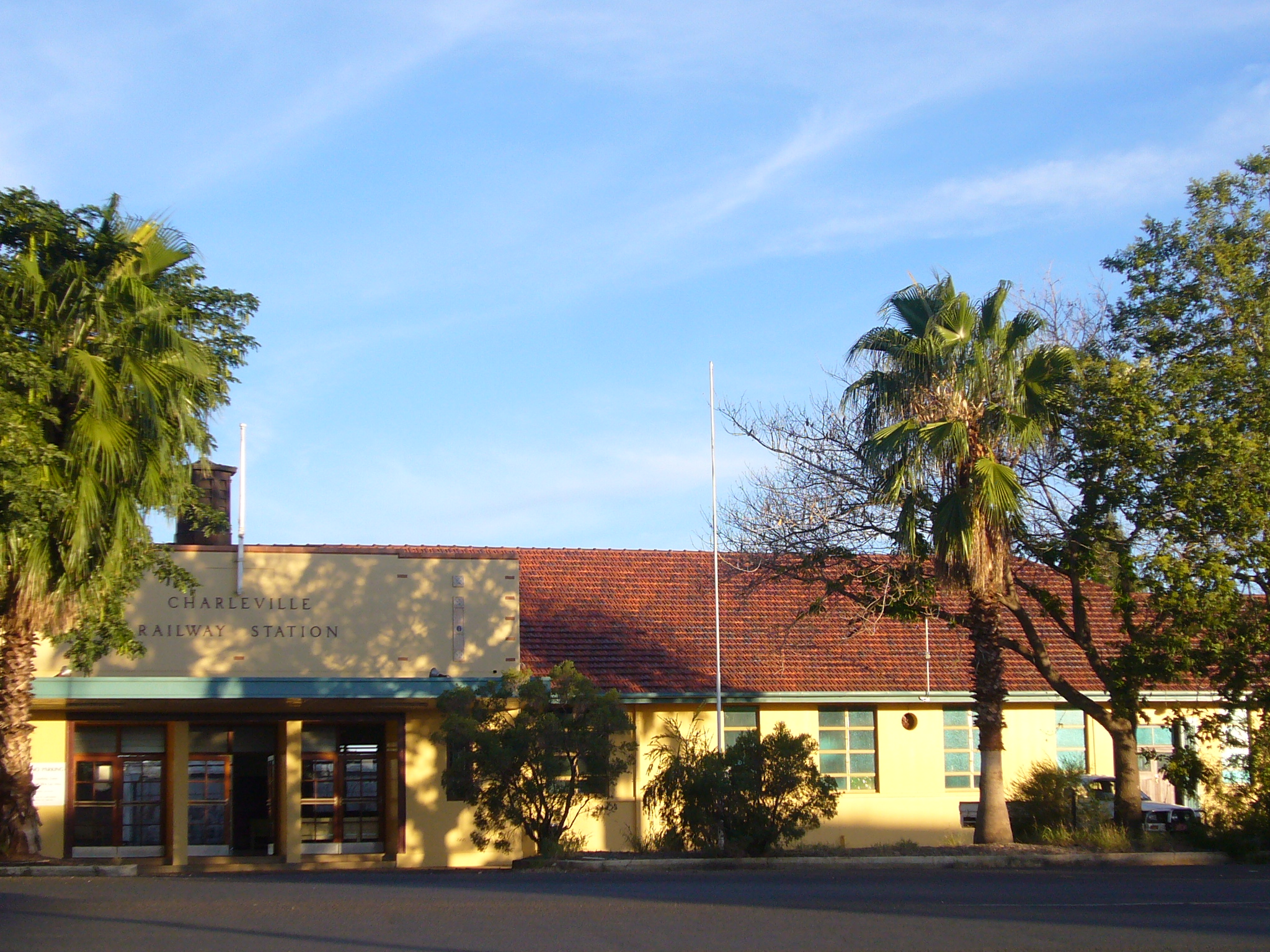
Estação Ferroviária de Charleville em 2007

A aviação é atendida pelo Aeroporto de Charleville. O serviço "Westlander" liga a cidade por ferrovia a Brisbane.
Charleville teria sido o extremo sul da Ferrovia Transcontinental, proposta na década de 1880, ligando a Point Parker no Golfo de Carpentária.